# Kemberg
Kemberg är en stad i Landkreis Wittenberg i det tyska förbundslandet Sachsen-Anhalt. Kemberg omnämns för första gången i ett dokument från år 1346.
De tidigare kommunerna Dabrun, Eutzsch, Rackith, Radis, Reuden, Rotta, Schleesen, Selbitz, Uthausen och Wartenburg uppgick i Kemberg den 1 januari 2010.